# Robert de Berghes
Robert de Berghes ou Robert van Bergen en néerlandais, né vers 1520 et mort à Berg-op-Zoom le 26 janvier 1565 est prince-évêque de Liège de 1557 à 1564.

## Biographie
Membre de la famille des Bergen-op-Zoom, fils d'Antoine de Berghes et Jacqueline van Croÿ, lignage, issu de Jean de Glymes. Frère de Jean IV de Glymes, il est nommé évêque coadjuteur en 1549 et devient prince-évêque de Liège le 7 mai 1557, deux jours après la mort de son prédécesseur, Georges d'Autriche. Sa joyeuse entrée à Liège donne lieu à un fastueux banquet, le 12 décembre 1557, géré par Lancelot de Casteau.
Durant son règne, Bouillon et Couvin sont restitués à la principauté de Liège à la fin des guerres d'Italie (grâce au traité du Cateau-Cambrésis). 
Sous son règne est publié un premier livre à Liège: Bréviaire des chanoines de Saint-Paul, édité en deux volumes, par Gauthier Morbérius. Il invite les Jésuites à ouvrir un collège à Liège.
Frappé de deux attaques d'apoplexie en avril et octobre 1561 Robert de Berghes perdit l'usage de la parole et ses facultés mentales furent affectées. Il abdiqua en 1564, et mourut un an plus tard, en famille.

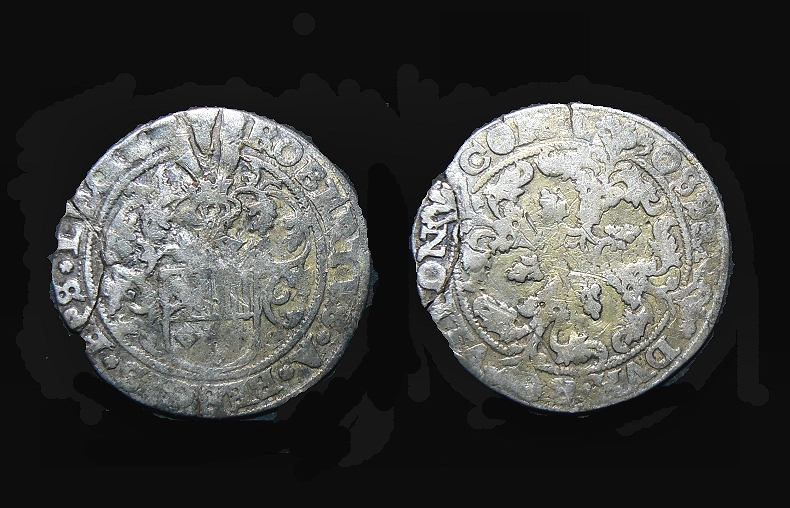
Monnaie liégeoise de Robert de Berghes.